# Steffen Baumgart
Steffen Baumgart, né le 5 janvier 1972 à Rostock en Allemagne, est un footballeur allemand, devenu entraîneur à l'issue de sa carrière d'attaquant.

## Biographie

### Carrière d'entraîneur
En mai 2015, Steffen prend sur le banc de Berliner AK 07 en tant qu'entraîneur. La fin de son contrat sera jusqu'en 2016.
En décembre 2024, il a été nommé nouvel entraîneur-chef de l'Union Berlin.